# Жакупиранга
Жакупиранга (порт. Jacupiranga) — муниципалитет в Бразилии, входит в штат Сан-Паулу. Составная часть мезорегиона Южное побережье штата Сан-Паулу. Входит в экономико-статистический микрорегион Режистру. Население составляет 18 970 человек на 2006 год. Занимает площадь 708,382 км². Плотность населения — 26,8 чел./км².

## История
Город основан в 1927 году.

## Статистика
- Валовой внутренний продукт на 2003 составляет 100.200.315,00 реалов (данные: Бразильский институт географии и статистики).
- Валовой внутренний продукт на душу населения на 2003 составляет 5.540,52 реалов (данные: Бразильский институт географии и статистики).
- Индекс развития человеческого потенциала на 2000 составляет 0,760 (данные: Программа развития ООН).